# Бангкокский договор
Бангкокский договор — договор о безъядерной зоне в юго-восточной Азии. Договор открыт для подписания с 15 декабря 1995 года. Вступил в силу 28 марта 1997 года.

## Участники
В договоре участвуют 10 государств: Бруней-Даруссалам, Камбоджа, Индонезия, Лаос, Малайзия, Мьянма, Филиппины, Сингапур, Таиланд и Вьетнам. К настоящему времени никто из стран, официально обладающих ядерным оружием, не подписал протоколы, в основном из-за американских и французских претензий касательно определенных обязательств в отношении безопасности и расширенной территории, которая включает исключительные экономические зоны.

## Срок действия
Договор заключен на постоянной основе и срок действия не оговорен.

## Содержание
Договором предполагается создание Комиссии по безъядерной зоне в юго-восточной Азии и Исполнительного Комитета.
Обязательства по договору аналогичны обязательствам по остальным БЗ, в том числе запрет на захоронение ядерных отходов в море, и запрет на любые ядерные взрывы. В БЗ по договору входят территории государств, континентальные шельфы, а также исключительную экономическую зону сторон.
Контроль за исполнением договора ведется с помощью предоставления отчетов, а также применяются наблюдатели МАГАТЭ. Разрешение движения иностранных кораблей и самолетов с ядерными зарядами на борту остается на усмотрение стран-участников договора. Протокол открыт для подписания Китаем, Францией, Россией, Великобританией и США. Они возьмут на себя принимать во внимание Договор и не содействовать любому акту, который противоречит договору. Они также обязуются не использовать и не угрожать использованием ядерного оружия государствам БЗ, а также на территории БЗ.
В июле 1999 года министры иностранных дел государств-участников впервые собрались в составе комиссии по безъядерной зоне в юго-восточной Азии. Комиссия постановила подготовить предварительные правила всех необходимых действий в соответствии с соглашением, в том числе консультации с ядерными державами, МАГАТЭ и другими заинтересованными сторонами. Работа комиссия была осуществлена одновременно с региональным форумом АСЕАН в Сингапуре. На этой встречи Китай согласился подписать протоколы, как и Индия. Однако Индия не попадает под определение ядерной державы в договоре о нераспространении ядерного оружия, поэтому разрешить Индии подписать протокол было бы юридическим нарушением обоих договоров.
Идея создания БЗ была озвучена еще в 1971 году, когда 5 участников встречи АСЕАН в Куала Лумпур подписали декларацию зоны АСЕАН как зоны мира, свободы и нейтральности. Бангкокский договор — серьёзный шаг на пути становления этой зоны.
Этот договор содержит 2 элемента, которые выходят за рамки традиционных договоров о БЗ:
1. Зона включает не только территории стран-участников, но также континентальные шельфы и исключительные экономические зоны (200 миль)
2. На ядерные державы налагается обязательство не использовать ядерное оружие против любой страны-участницы на территории соглашения.

В остальных аспектах этот договор повторяет предыдущие. Поэтому же ядерные державы не подписали протоколы из-за протестов против включения континентального шельфа и исключительной экономической зоны, и против ограничения не использовать ядерные оружие в зоне и из зоны против целей за её пределами.

## Исполнение
Бангкокский договор не имеет специального секретариата, но комиссия на уровне министров иностранных дел и группа экспертов следит за исполнением договора.
Нет установленной даты воплощения договора, но стратегия АСЕАН до 2020 подразумевает, что все ядерные державы останутся верными протоколу и регион сможет быть свободным от ОМУ.